# Union Airways
Union Airways Pty Ltd (UA), auch bekannt als Union Airways of South Africa, war die erste kommerzielle südafrikanische Fluggesellschaft. Sie wurde im Jahre 1929 von einem erfolgreichen Jagdflieger des Ersten Weltkriegs gegründet und operierte fünf Jahre lang als unabhängige private Gesellschaft, bis sie 1934 von der südafrikanischen Regierung übernommen und in South African Airways umbenannt wurde, welche heute noch unter diesem Namen besteht.

## Geschichte
Die Fluggesellschaft wurde vom damaligen Major Allister M. Miller (1892–1951), einem südafrikanischen Jagdflieger und Flugass aus dem Ersten Weltkrieg, der etwa 2000 Freiwillige für das britische Royal Flying Corps rekrutiert hatte, am 26. August 1929 in Port Elizabeth gegründet. Die Bezeichnung „Union“ bezog sich dabei auf den damals offiziellen Namen des Landes Union of South Africa (Südafrikanische Union), was den Charakter einer nationalen Fluggesellschaft betonen sollte.
Miller hatte schon Jahre zuvor versucht, eine südafrikanische Fluggesellschaft aufzubauen. Allerdings waren die South African Aerial Navigation Company aus der die South African Aerial Transports Ltd (1919–1920) hervorging nicht erfolgreich, da die Finanzierung nicht sichergestellt war. Eine weitere kurzlebige und ebenso erfolglose Gründung Millers war 1922 die Rhodesian Aerial Tours im nördlich benachbarten Südrhodesien.
Die Fluggesellschaft wurden vom Raffinerie-Unternehmen Atlantic Refining Company finanziert und durch einen kleinen Zuschuss von der Regierung unterstützt. Das Hauptquartier befand sich zu Beginn im Vorort Fairview von Port Elizabeth, wurde jedoch etwas später nach Stamford Hill in Durban verlegt. Die Firmenfarben waren rot und gelb und das Firmenzeichen bestand aus einem Schild mit einem stilisierten Flugzeug.
Sie nahm 1929 mit fünf Flugzeugen vom Typ De Havilland DH.60 Gipsy Moth zunächst die Beförderung von Luftpost sowie leichter Fracht und 1930 auch Passagieren zwischen Port Elizabeth, Johannesburg, Kapstadt und Durban auf. Im Jahre 1930 kamen eine Fokker Super Universal und zwei De Havilland DH.80 Puss Moth dazu, die jedoch alle drei 1931 abstürzten, wobei in zwei Fällen alle Personen an Bord ums Leben kamen.
Um die verloren gegangenen Maschinen zu ersetzen, kaufte Union Airways 1932 vier Junkers F 13 von der South West African Airways (SWAA), die dem Junkers-Flugzeugwerk im Deutschen Reich gehörte und seit jenem Jahr einen wöchentlichen Luftpostdienst zwischen Windhoek and Kimberley betrieb. Ebenfalls 1932 schlossen sich UA und SWAA zusammen, operierten jedoch weiterhin unter ihren jeweils eigenständigen Bezeichnungen. UA und SWAA fusionierten im gleichen Jahr.
Im Spätjahr 1932 feierte der irische Theaterautor und Politiker George Bernard Shaw seinen 75. Geburtstag mit einem Flug in einer der Junkers F 13. Im Jahre 1933 stellte Union Airways eine Junkers F 13 dem stellvertretenden Premierminister der Südafrikanischen Union General Jan Smuts für eine Wahlkampf-Rundreise. Die Junkers-Flugzeuge bewährten sich dabei einmal mehr hervorragend und keine dieser Maschinen stürzte bei der UA ab.
Im Jahre 1934 wird die Gesellschaft, um den finanziellen Kollaps zu vermeiden, zum 1. Februar an die südafrikanische Regierung verkauft, in South African Airways (SAA) umbenannt und in die South African Railways and Harbours (die damalige südafrikanische Eisenbahn – heute Transnet Freight Rail) eingegliedert. Die ersten Ziele der neuen noch heute bestehenden Gesellschaft waren wiederum Kapstadt, Durban und Johannesburg.
Der Unternehmensgründer arbeitete nach dem Zweiten Weltkrieg, in dem er in die South African Air Force (SAAF) eintrat um mehrere Flugschulen für diese zu führen und dabei zum (Lieutenant-Colonel) (Oberstleutnant) aufstieg, für das Nachfolgeunternehmen South African Airways bis zu seinem Ableben wegen Krankheit im Jahre 1951 als Chef der Öffentlichkeitsarbeit.

## Flotte
- 5 De Havilland DH.60 Gipsy Moth (1929)
- 1 Fokker Super Universal (1930)
- 2 De Havilland DH.80 Puss Moth (1930)
- 4 Junkers F 13 (1932)